# John Farmer
John Farmer född cirka  1570, död cirka 1601 var en engelsk kompositör och författare av madrigaler. Han sponsrades av Edward de Vere, 17:e earl av Oxford och dedicerade flera verk till denne.
Giles Farnaby dedicerade en pavanne till honom som finns med i Fitzwilliam Virginal Book kallad Farmer's Paven (nr. CCLXXXVII).

## Verk i urval
- Fair Phyllis I Saw Sitting All Alone
- Fair Nymphs, I Heard One Telling
- A Pretty Little Bonny Lass
- Take Time While Time Doth Last